# Syringophilinae
Syringophilinae – podrodzina roztoczy z rzędu Trombidiformes i rodziny dutkowców. Są to obligatoryjne pasożyty ptaków, żyjące w dutkach ich lotek i sterówek.

## Morfologia
Roztocze o wydłużonym, robakowatym, ubarwionym mlecznobiało ciele osiągającym od 400 do 1300 μm długości u samic i od 400 do 700 μm długości u samców. Gnatosoma jest wydłużona, zaopatrzona w M-kształtne lub U-kształtne perytremy w rostralnej części styloforu. Szczytowa część hypostomu może być gładka lub wyposażona w 1–3 pary guzków (u samca najwyżej w 1 parę). Na gnatosomie osadzone są szczękoczułki i nogogłaszczki. Szczękoczułki samic mają palec ruchomy o szczycie sztyletowatym lub harpunowatym (ząbkowanym), zaś samców zawsze sztyletowatym. Nogogłaszczki cechuje zaokrąglony wierzchołek stopogolenia. Na wierzchu propodosomy leży całobrzega lub wzdłużnie podzielona tarczka prodorsalna (propodonotalna) i od 5 do 6 par szczecinek, które u samca są zawsze gładkie, a u samicy mogą być ornamentowane. Na grzbietowej stronie hysterosomy (hysteronotum) typowo występuje tarczka hysterosomalna (hysteronotalna), która może być wtórnie rozdzielona na dwie tarczki, uwsteczniona, całkiem zanikła lub zrośnięta z leżącą na tyle hysterosomy tarczką pygidialną. Hysteronotum samca ma 5, a samicy 7 par szczecinek. Szczecinek genitalnych jest 1 lub 2 pary u samicy i 2 pary u samca. Szczecinki pseudanalne występują w liczbie 1 lub 2 par. Szczecinek aggenitalnych jest od 2 do 8 par u samicy i od 2 do 6 par u samca. Szczecinki na odnóżach są gładkie. Szczecinki proralne (p’, p”) na stopach są wachlarzowate. U samic nie występują formy fizyogastryczne.

## Biologia i ekologia
Wszyscy przedstawiciele rodziny są obligatoryjnymi pasożytami zewnętrznymi ptaków. Bytują wewnątrz dutek ich piór. Żerują na płynie tkankowym, przebijając w tym celu ścianę dutki swymi sztyletowatymi lub harpunowatymi palcami ruchomymi szczękoczułków. Wyspecjalizowane są w zamieszkiwaniu lotek, rzadziej sterówek.
Obie płcie przechodzą w rozwoju przez stadia larwy, protonimfy i tritonimfy. Do dutkowców należą głównie pasożyty mono- i oligokseniczne. Większość gatunków ograniczona jest do jednego gatunku lub rodzaju żywiciela, a przypadki występowania jednego gatunku u ptaków z różnych rodzin czy rzędów należą do rzadkości. Rozwój i rozród odbywa się wewnątrz dutki. Samce spędzają w niej całe życie. Tylko dorosłe, zapłodnione samice opuszczają swoją dutkę celem zajęcia nowych.

## Taksonomia
Rodzina Syringophilidae wprowadzona została w 1953 roku przez Michela M.J. Lavoipierre’a, a potem niezależnie przez Wsiewołoda Dubinina w 1957 roku. Podziału tejże rodziny na dwie podrodziny: Syringophilinae i Picobiinae dokonali w 1973 roku Donald E. Johnston oraz John Kethley. Pierwszej, morfologicznej, analizy filogenetycznej dutkowców dokonali w 2013 roku Maciej Skoracki, Eliza Głowska i Andre Bochkov. O ile Picobiinae w jej wynikach były monofiletyczne, tak Syringophilinae okazały się parafiletyczne ich względem. Nie zrezygnowano jednak w późniejszych publikacjach z wyróżniania Syringophilinae.
Do podrodziny tej zalicza się następujące rodzaje:

- Apodisyringiana Skoracki, 2005
- Apodisyringiophilus Skoracki et OConnor
- Ascetomylla Kethley, 1970
- Aulobia Kethley, 1970
- Aulonastus Kethley, 1970
- Betasyringophiloidus Skoracki, 2011
- Blaszakia Skoracki et Sikora, 2008
- Bochkovia Skoracki et OConnor, 2010
- Bubophilus Philips et Norton, 1978
- Castosyringophilus Bochkov et Perez, 2003
- Charadriphilus Bochkov et Chistyakov, 2001
- Chenophila Kethley, 1970
- Ciconichenophilus Skoracki et OConnor, 2010
- Colinophilus Kethley, 1973
- Colisyringophilus Skoracki, Unsoeld et Ozminsk
- Corvitorotroglus Skoracki et Bochkov
- Creagonycha Kethley, 1970
- Crotophagisyringophilus Skoracki, 2008
- Cuculisyringophilus Skoracki, 2005
- Fritschisyringophilus Bochkov, Fain et Skoracki, 2004
- Galliphilopsis Skoracki et Sikora 2004
- Kalamotrypetes Casto, 1980
- Kethleyana Kivganov, in Kivganov et Sharafat 1995
- Krantziaulonastus Skoracki, 2011
- Megasyringophilus Fain, Bochkov & Mironov, 2000
- Meitingsunes Glowska et Skoracki, 2010
- Mironovia Chirov & Kravtsova, 1995
- Neoaulobia Fain, Bochkov & Mironov, 2000
- Neoaulonastus Skoracki, 2004
- Neoperisterophila Skoracki, 2005
- Neosyringophilopsis Skoracki et Sikora
- Niglarobia Kethley, 1970
- Paraniglarobia Skoracki
- Peristerophila Kethley, 1970
- Phalarophilus Skoracki, Bochkov et OConnor, 2011
- Philoxanthornia Kethley, 1970
- Picineoaulonastus Skoracki, Klimovičová, Muchai et Hromada
- Picisyringophilus Skoracki et OConnor, 2010
- Procellariisyringophilus Schmidt et Skoracki, 2007
- Psittaciphilus Fain, Bochkov et Mironov, 2000
- Pteroclidisyringophilus Skoracki, 2011
- Selenonycha Kethley, 1970
- Stibarokris Kethley, 1970
- Syringophiloidus Kethley, 1970
- Syringophilopsis Kethley, 1970
- Syringophilus Heller, 1880
- Terratosyringophilus Bochkov et Perez
- Tinamiphilopsis Skoracki et Sikora, 2004
- Torotrogla Kethley, 1970
- Trypetoptila Kethley, 1970
- Terratosyringophilus Bochkov et Perez, 2003